# 巴达洛纳
巴达洛纳（西班牙语，西班牙語發音：[baðaˈlona]，加泰隆尼亞語發音：[bəðəˈlonə]）是西班牙加泰罗尼亚巴塞罗那省的一个市镇。总面积21平方公里，总人口205836人（2001年），人口密度9802人/平方公里。